# Cal·límac de Cirene

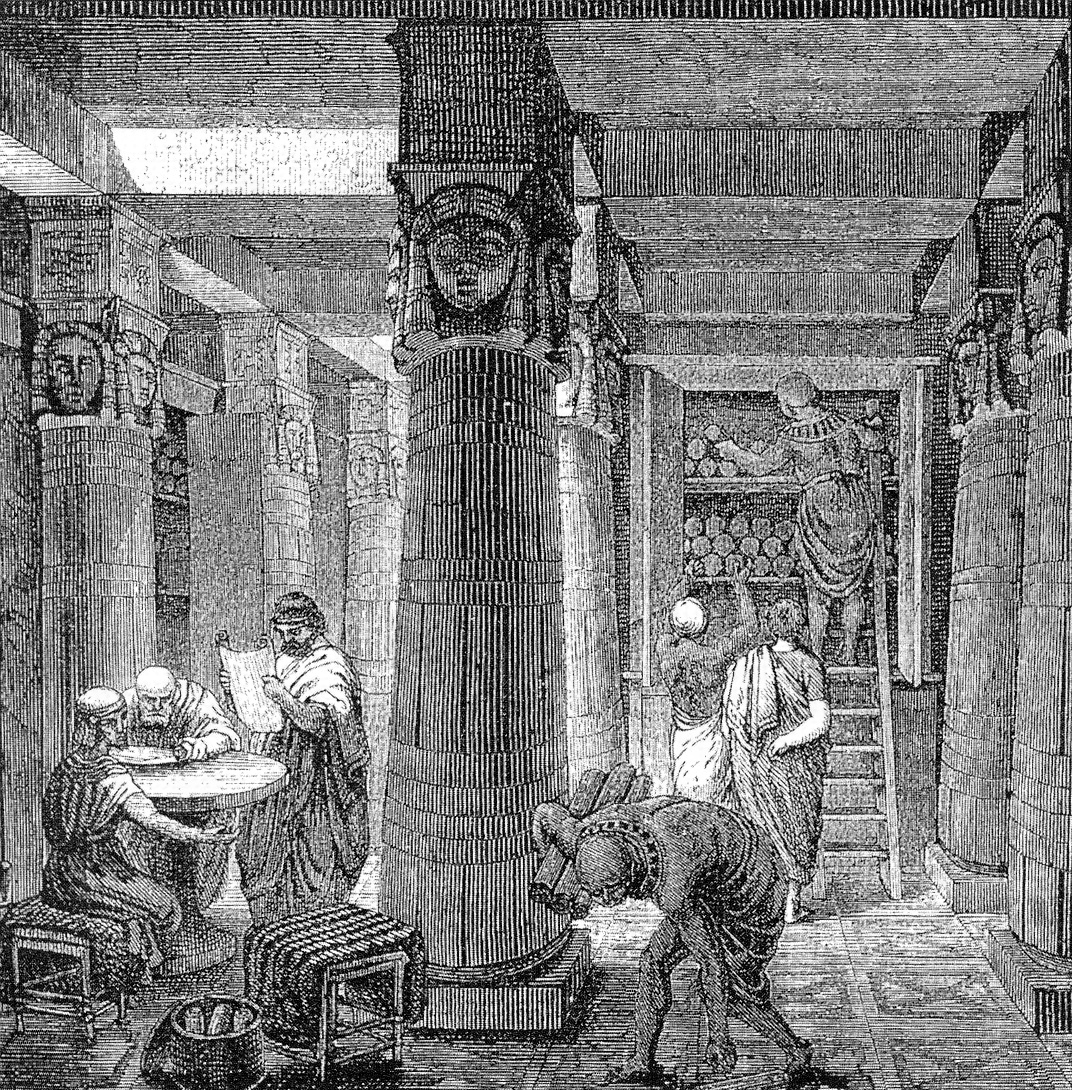
Dibuix de la biblioteca d'Alexandria, on va treballar Cal·límac

Cal·límac (grec antic: Καλλίμαχος, Kal·límakhos; nascut cap al 310 aC i mort cap al 240 aC) fou un poeta, erudit i bibliotecari alexandrí i un dels autors més destacats de la literatura grega antiga del període hel·lenístic. Escrigué més de 800 obres de molts gèneres diferents, tot i que només se n'han conservat unes desenes. Va treballar a la Biblioteca d'Alexandria i fou un protegit del faraó Ptolemeu II Filadelf.

## Biografia
Cal·límac era d'origen libi, però va néixer i es va criar a Cirene, una colònia grega, cap al 310 aC. La seva mare es deia Mesatme (o Mesatma) i el seu pare Batos. Era membre d'una família distingida, descendents del primer rei grec de Cirene, Batos I. Aquesta dinastia, els Batiades, van ser monarques durant vuit generacions i també eren la primera família grega que havien estat reis en una ciutat africana. A ell, li van posar el mateix nom que al seu avi, que havia estat un general de l'exèrcit molt estimat pels ciutadans de Cirene. Cal·límac tenia una germana de nom Megatime que es va casar amb un home anomenat Stasenorus o Stasenor, amb qui va tenir un fill també anomenat Cal·límac. Aquest nebot va ser poeta, autor de L'illa, i és conegut amb el sobrenom d'«El jove».

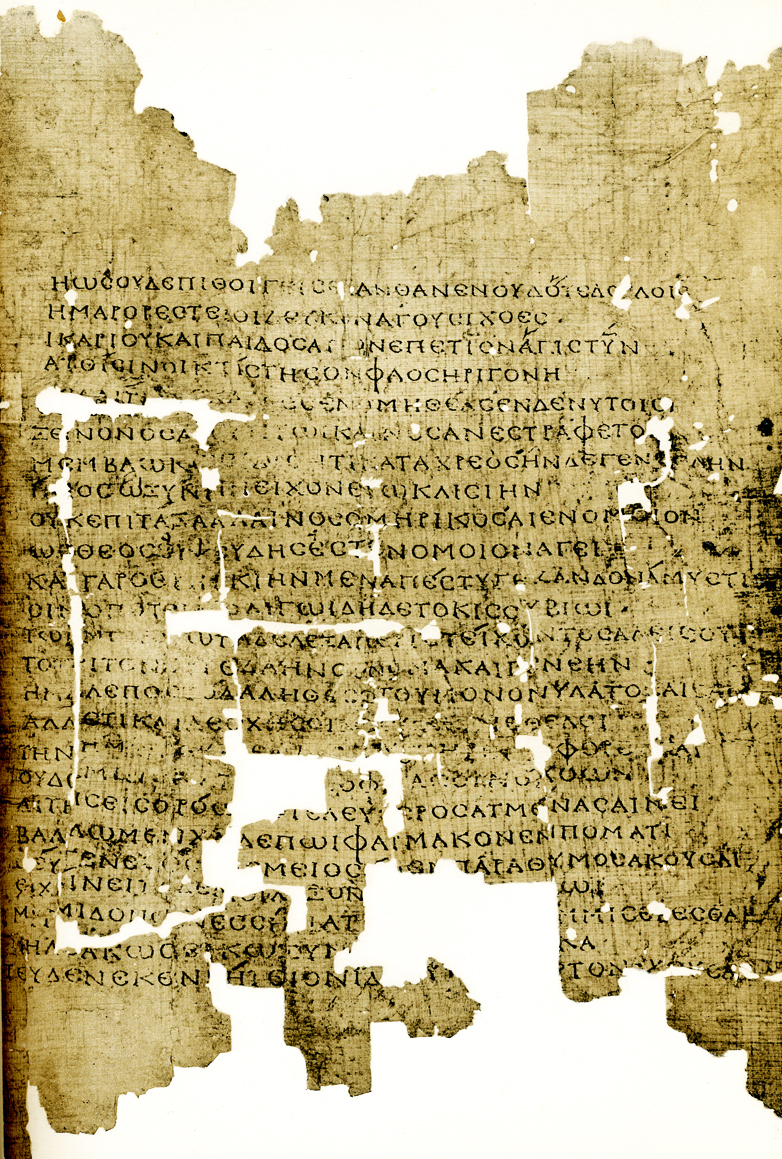
Papir amb el text d'Aetia, fragment (Pfeiffer) 178, trobat a Oxirrinc, datat al

Cal·límac es va casar amb la filla d'un home grec anomenat Eufrates, que procedia de Siracusa (Sicília). No se sap si van tenir fills. D'adult, va viatjar a Grècia i va viure a Eleusis, a 18 km d'Atenes, on va rebre lliçons d'Hermòcrates d'Iasos i de Praxifanes. Després va marxar a Egipte i es va instal·lar a la ciutat d'Alexandria. Allà va muntar una escola, a la qual van assistir alumnes destacats com Apol·loni Rodi. El faraó Ptolemeu II Filadelf (284-246 aC) va reconèixer el seu valor, i l'acollí en la prestigiosa Biblioteca d'Alexandria. Probablement, fou successor de Zenòdot (bibliotecari des del 260 aC fins a la seva mort, el 240 aC). Amb el faraó Ptolemeu III Evergetes I (246-222 aC), va continuar la seva tasca com a compilador del saber a la mateixa biblioteca.

## Estil
Va adquirir reputació de ser erudit, elitista i d'odiar les coses vulgars. Es va fer famós pels seus poemes curts i epigrames. Durant el període hel·lenístic, els gustos literaris dels grecs van variar, deixant de banda l'estil de poema èpic llarg iniciat per Homer, que tant havia agradat en èpoques passades. La nova tendència lloava poetes com Cal·límac, prou agosarat com per a trencar amb el passat i explorar nous temes i noves formes d'expressió. El seu estil de poesia era breu, però molt acurat, tant en la forma com en la tria de les paraules. Al pròleg del seu poema titulat "Aetia", afirmava que el déu Apol·lo l'havia visitat per exhortar-lo a«engreixar el seu ramat, però mantenir prima la meditació». una clara indicació que preferia uns versos curts però de qualitat a un poema amb moltes paraules però de poca bellesa o de poc d'enginy. Un altre dels seus versos famosos és el que diu: μέγα βιβλίον μέγα κακόν (mega biblíon, mega kakon = «gran llibre, gran mal»), també atacant la poesia antiga i emprant el seu estil breu i concís. Cal·límac és l'autor d'altres tipus d'escrits, com ara crítiques en prosa o poemes per a lloar el faraó Ptolemeu II Filadelf.
A causa de la seva aversió cap a la poesia èpica, va tenir una amarga discussió amb qui havia estat el seu alumne, Apol·loni de Rodes, per haver escrit les Argonàutiques i va dedicar-li comentaris despectius durant trenta anys. El filòsof Praxifanes va prendre part a favor d'Apol·loni i, per aquest motiu, també va ser atacat verbalment per Cal·límac. Existeix un pergamí conegut com a Scholia Fiorentina, en què l'insulta anomenant-lo telquí.
A través d'un papir trobat a Oxirrinc, on estava la llista dels primers bibliotecaris d'Alexandria, se sap que Cal·límac no va ser cap de la biblioteca, però sí Apol·loni. Alguns historiadors pensen que potser aquest fet va contribuir a l'enemistat entre tots dos.
Segons Quintilià, Cal·límac va ser el principal dels poetes elegíacs; les seves elegies van ser molt valorades pels romans. Va ser imitat per Ovidi, Catul i especialment per Properci. Un dels recursos emprats per Cal·límac més admirats era la pràctica sistemàtica de la poluèideia (en grec: πολυείδεια, la barreja de gèneres) i la poikilia (en grec: ποικιλία, la contaminació dels gèneres), cosa no gens fàcil de fer perquè, a la vegada, el resultat no sigui barroer. En el iàmbic XIII afirma, per exemple, que no existeix res que obligui un poeta a seguir un sol gènere literari. D'altra banda, sentia la necessitat de justificar-se, en ser plenament conscient de ser innovador i experimental.

## Obres
Segons l'enciclopèdia Suïdas, Cal·límac és l'autor de 800 escrits, xifra possiblement exagerada, però que concorda amb la seva idea que valia més fer moltes obres curtes però de gran qualitat que una de llarga però no tan acceptable. Va escriure sobre temes diversos: història, geografia, etnografia, paradoxografia (en grec: παραδοξογραφία, i es podria traduir com «textos sobre coses meravelloses”). Va ser traduïda al català per Pere Villalbar i Varneda dins de la col·lecció Bernat Metge el 1979.
De les seves obres, només han sobreviscut sis himnes, seixanta-quatre epigrames i alguns fragments. Les seves obres més destacades són:

### Epyllion
Un epyllion, un poema èpic, més curt que els tradicionals, anomenat Hecale, del qual es conserva un fragment considerable dins el papir Rainer.

### Aetia
Una altra obra relativament llarga és Aetia («Origen, causes»), però de la qual només han sobreviscut alguns fragments i que coneixem en part per anotacions d'altres autors. Es tractava d'una col·lecció de poemes elegíacs organitzats en quatre llibres, que tractaven sobre la fundació de ciutats, cerimònies religioses, tradicions locals, segons sembla, triades només per la seva singularitat, i altres costums relacionats amb el món hel·lenístic. Als tres primers llibres, fa servir una mateixa fórmula: adreçar-se a les muses fent preguntes retòriques i amb doble sentit:
- «Per què, a Paros, els idòlatres de les Càrites no fan servir ni flautes ni corones?»[14]
- «Per què, a Argos, hi ha un mes anomenat corders?»[15]
- «Per què, a Lèucada, la imatge d'Àrtemis porta un morter al cap?»[16]

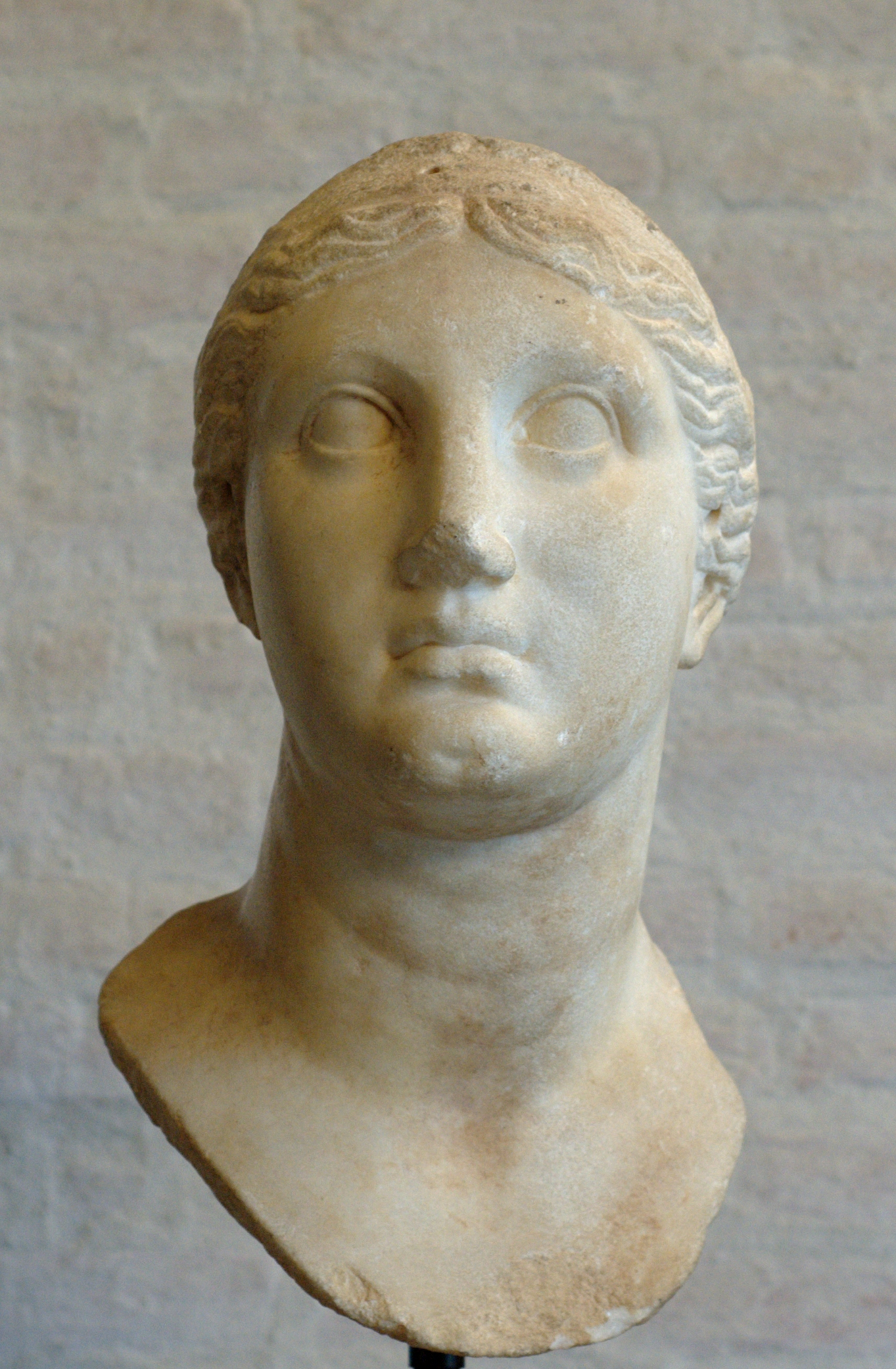
Escultura de Berenice II. Cal·límac li va dedicar el seu poema «Coma Berenices»

Tot un seguit de preguntes amb doble sentit es van poder reconstruir a partir dels fragments. Els passatges de l'Aetia que estan millor conservats són el «Coma Berenices» i la traducció adaptada que va fer el poeta llatí Gai Valeri Catul, admirador seu.

### Himnes
Alguns autors han criticat els seus himnes, qualificant-los de massa elaborats i artificiosos.

### Epigrames
Els seus epigrames han obtingut més reconeixement, alguns estan recollits en l'Antologia grega.

### Pinakes
La seva obra en prosa més famosa es diu Πίνακες (Pinakes = 'taules', 'llistes'), una llista de biografies dels autors dels llibres que es guardaven a la biblioteca d'Alexandria. Es tracta del document conegut més antic fet amb l'objectiu de catalogar i categoritzar el contingut d'una biblioteca. Consultant aquest registre, els encarregats de la biblioteca podien saber si hi havia una obra d'un autor en concret, com estava categoritzat i en quin lloc trobar el llibre. Es creu que Cal·límac no es va basar en cap model per a fer el seu Pinakes i que aquest sistema d'enregistrament de llibres va ser una invenció seva.

## Traduccions catalanes
- Himnes. Traducció grec/català de Pere Villalba i Varneda, 154 pàgines. Barcelona, Col·lecció Fundació Bernat Metge, any 1972.
- Epigrames. Traducció grec/català de Pere Villalba i Varneda, 107 pàgines. Col·lecció Fundació Bernat Metge, any 1979.